# Schuinesloot
Schuinesloot (Nedersaksisch: Schunesloot, of Skunesloot) is een dorp behorend tot de gemeente Hardenberg in de Nederlandse provincie Overijssel. Het dorp heeft ongeveer 990 inwoners. Schuinesloot ligt ten noorden van Slagharen, dicht bij de grens met Drenthe. Schuinesloot wordt omgeven door de buurtschappen De Belt(e) en Braamberg (De Wolden/Hardenberg).

## Beschrijving
De bebouwde kom van Schuinesloot wordt hoofdzakelijk gekenmerkt door lintbebouwing met aan de oostkant van het dorp een kleine kern. Hier bevindt zich ook een christelijke basisschool, sportgebouw met dorpshuisfaciliteiten en een hervormde kerk. Even buiten de kom, aan de westelijke zijde (De Belt) bevindt zich een rooms-katholieke kerk.
Op het speelveld dat zich achter de school bevindt worden door het jaar heen diverse activiteiten georganiseerd. Op Koningsdag zijn hier festiviteiten voor de jeugd en verdere bevolking. In de zomer vindt muziekfestival Trefpop er plaats met meerdere lokale bands.
Ook worden in Schuinesloot tijdens het tweede weekend van september elk jaar trekkertrekwedstrijden gehouden op de zaterdag en een Rommelcross (een soort lokale Zwarte Cross) op de zondag. Dit alles wordt omlijst met diverse lokale en regionale bands, dj's en artiesten.

## Naam
De naam verwijst naar een sloot die 'schuin' door het gebied loopt.

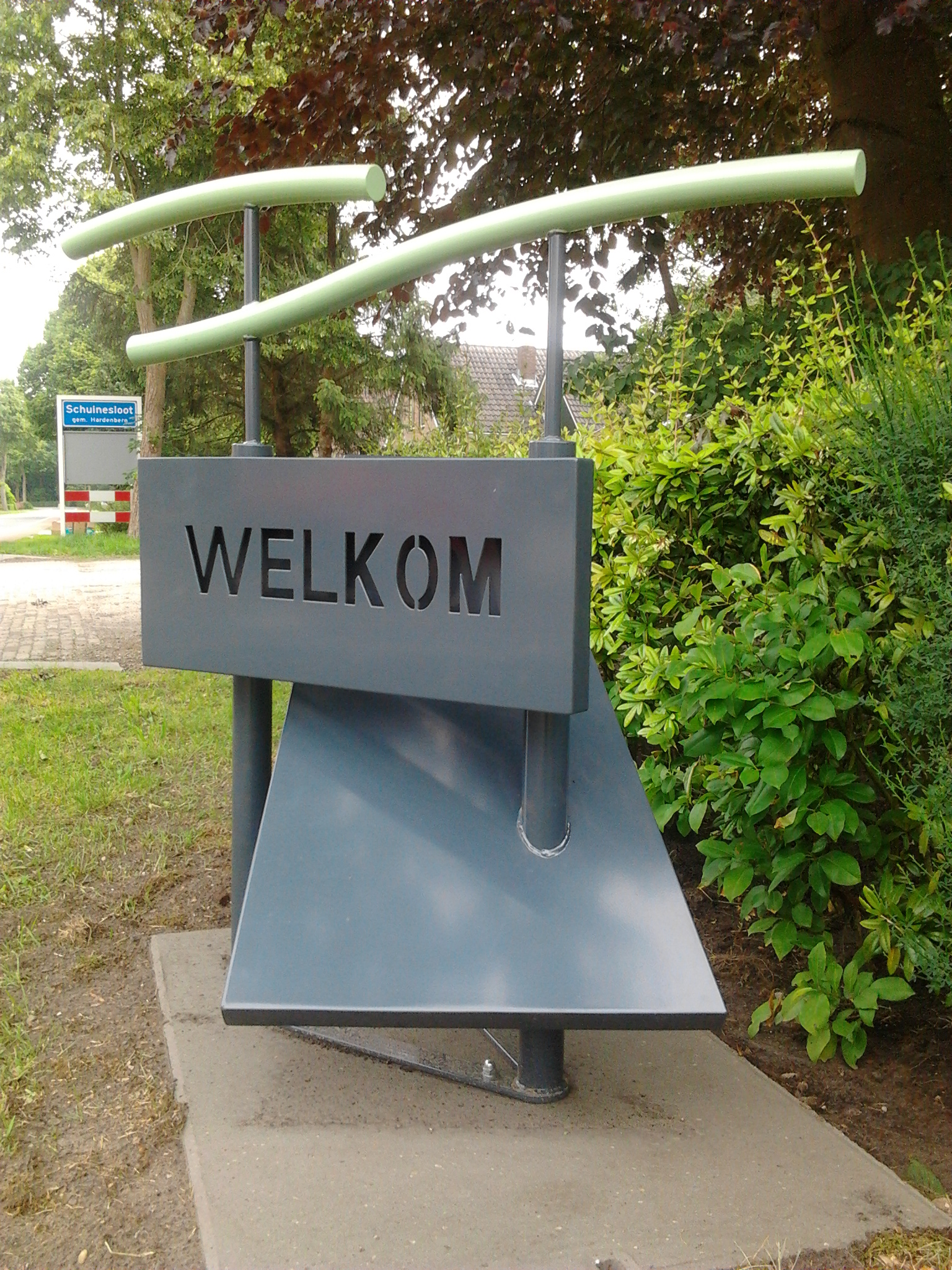
Kunstwerk 'Welkom' van Schuinesloot voorstellende de heuvels de Belte en de Braamberg en de schuine sloot